# Championnats d'Amérique du Nord de patinage artistique 1959
Navigation
Édition précédente Édition suivante
Les 18e championnats d'Amérique du Nord de patinage artistique ont lieu les 6 et 7 février 1959 à Toronto dans la province de l'Ontario au Canada. C'est la troisième fois que Toronto organise les championnats nord-américains après les éditions de 1927 et 1939.
Quatre épreuves y sont organisées: messieurs, dames, couples artistiques et danse sur glace.

## Podiums
| Épreuves                            | Or                                   | Argent                             | Bronze                         |
| ----------------------------------- | ------------------------------------ | ---------------------------------- | ------------------------------ |
| Messieurs résultats détaillés       | Donald Jackson                       | Tim Brown                          | Robert Brewer                  |
| Dames résultats détaillés           | Carol Heiss                          | Lynn Finnegan                      | Nancy Heiss                    |
| Couples résultats détaillés         | Barbara Wagner / Robert Paul         | Nancy Ludington / Ronald Ludington | Maribel Owen / Dudley Richards |
| Danse sur glace résultats détaillés | Geraldine Fenton / William McLachlan | Andree Jacoby / Donald Jacoby      | Anne Martin / Edward Collins   |

## Tableau des médailles
| Rang  | Nation     | Or | Argent | Bronze | Total |
| ----- | ---------- | -- | ------ | ------ | ----- |
| 1     | Canada     | 3  | 0      | 1      | 4     |
| 2     | États-Unis | 1  | 4      | 3      | 8     |
| Total | Total      | 4  | 4      | 4      | 12    |

## Détails des compétitions

### Messieurs
| Rang    | Nom              | Pays       |
| ------- | ---------------- | ---------- |
| 1       | Donald Jackson   | Canada     |
| 2       | Tim Brown        | États-Unis |
| 3       | Robert Brewer    | États-Unis |
| 4       | Edward Collins   | Canada     |
| 5       | Bradley Lord     | États-Unis |
| 6       | Donald McPherson | Canada     |
| Forfait | David Jenkins    | États-Unis |

### Dames
| Rang | Nom               | Pays       |
| ---- | ----------------- | ---------- |
| 1    | Carol Heiss       | États-Unis |
| 2    | Lynn Finnegan     | États-Unis |
| 3    | Nancy Heiss       | États-Unis |
| 4    | Barbara Roles     | États-Unis |
| 5    | Sandra Tewkesbury | Canada     |
| 6    | Margaret Crosland | Canada     |
| 7    | Sonia Snelling    | Canada     |

### Couples
| Rang    | Nom                                | Pays       |
| ------- | ---------------------------------- | ---------- |
| 1       | Barbara Wagner / Robert Paul       | Canada     |
| 2       | Nancy Ludington / Ronald Ludington | États-Unis |
| 3       | Maribel Owen / Dudley Richards     | États-Unis |
| 4       | Gayle Freed / Karl Freed           | États-Unis |
| 5       | Debbi Wilkes / Guy Revell          | Canada     |
| 6       | Jane Sinclair / Larry Rost         | Canada     |
| Forfait | Maria Jelinek / Otto Jelinek       | Canada     |

### Danse sur glace
| Rang | Nom                                  | Pays       |
| ---- | ------------------------------------ | ---------- |
| 1    | Geraldine Fenton / William McLachlan | Canada     |
| 2    | Andree Jacoby / Donald Jacoby        | États-Unis |
| 3    | Anne Martin / Edward Collins         | Canada     |
| 4    | Margie Ackles / Chuck Phillips       | États-Unis |
| 5    | Judy Ann Lamar / Ronald Ludington    | États-Unis |
| 6    | Svata Staroba / Mirek Staroba        | Canada     |